# Marten Töwe
Marten Töwe (* 1983 in Neubrandenburg) ist ein ehemaliger deutscher American-Football-Spieler.

## Laufbahn
Töwe übte die Sportarten Judo, Fußball und Basketball aus, im Jahr 2000 kam er zum American Football und spielte für den Nachwuchs der Hamburg Blue Devils.
Ab 2002 spielte der 2,05 Meter große Töwe für die Herrenmannschaft der Blue Devils. Er gewann mit den Hansestädtern zweimal (2002 und 2003) die deutsche Meisterschaft. Im Sommer 2014 folgte der Gang in die Vereinigten Staaten, wo Töwe Mitglied der Hochschulmannschaft der University of South Florida wurde. Zur Saison 2005 kehrte er zu den Blue Devils zurück. 2007 stand er für die Hamburg Eagles auf dem Feld, 2008 wiederum für die Blue Devils.
2009 wechselte der als Offensive Lineman eingesetzte Töwe zu den Braunschweig Lions und trug die Farben der Niedersachsen in den Spieljahren 2009 und 2010. Im November 2010 wurde bei Töwe in einer Dopingprobe ein auf der Verbotsliste der NADA stehender Stoff entdeckt. Er wurde zunächst mit einer viermonatigen Sperre belegt, allerdings freigesprochen, da Töwe die Einnahme des ärztlich verschriebenen Medikaments bei der NADA angemeldet und die entsprechende Genehmigung erhalten hatte. 2011 stand er in Diensten der Düsseldorf Panther. Zur Saison 2012 wechselte er zu den Kiel Baltic Hurricanes. 2012 wurde er mit Kiel deutscher Vizemeister. Nach der Saison 2014 beendete er seine Spielerlaufbahn.
Töwe errang mit der deutschen Nationalmannschaft 2007 bei der Weltmeisterschaft den dritten Platz. 2010 wurde er mit Deutschland Europameister.
Nach dem Ende seiner Spielerzeit wechselte Töwe an die Seitenlinie und engagierte sich ab 2015 als Trainer im Nachwuchsbereich der Hamburg Blue Devils.